# Сан-Дімас (Каліфорнія)
Сан-Дімас (англ. San Dimas) — місто (англ. city) в США, в окрузі Лос-Анджелес штату Каліфорнія. Населення — 34 924 особи (2020).

## Географія
Сан-Дімас розташований за координатами 34°6′29″ пн. ш. 117°48′31″ зх. д. / 34.10806° пн. ш. 117.80861° зх. д. (34.107957, -117.808529).  За даними Бюро перепису населення США в 2010 році місто мало площу 39,96 км², з яких 38,95 км² — суходіл та 1,01 км² — водойми.

## Демографія
Згідно з переписом 2010 року, у місті мешкала 33 371 особа в 12 030 домогосподарствах у складі 8679 родин. Густота населення становила 835 осіб/км².  Було 12506 помешкань (313/км²).
Расовий склад населення:
| - 72,0 % — білих - 10,5 % — азіатів - 3,2 % — чорних або афроамериканців - 0,7 % — корінних американців - 0,1 % — вихідців з тихоокеанських островів - 8,5 % — осіб інших рас |

До двох чи більше рас належало 4,9 %. Частка іспаномовних становила 31,4 % від усіх жителів.
За віковим діапазоном населення розподілялося таким чином: 20,9 % — особи молодші 18 років, 63,6 % — особи у віці 18—64 років, 15,5 % — особи у віці 65 років та старші. Медіана віку мешканця становила 42,6 року. На 100 осіб жіночої статі у місті припадало 90,5 чоловіків;  на 100 жінок у віці від 18 років та старших — 86,8 чоловіків також старших 18 років.
Середній дохід на одне домашнє господарство  становив 96 936 доларів США (медіана — 78 034), а середній дохід на одну сім'ю — 109 444 долари (медіана — 92 928). Медіана доходів становила 63 289 доларів для чоловіків та 51 081 долар для жінок. За межею бідності перебувало 6,8 % осіб, у тому числі 5,3 % дітей у віці до 18 років та 7,4 % осіб у віці 65 років та старших.
Цивільне працевлаштоване населення становило 15 962 особи. Основні галузі зайнятості: освіта, охорона здоров'я та соціальна допомога — 23,1 %, роздрібна торгівля — 11,5 %, науковці, спеціалісти, менеджери — 10,3 %, виробництво — 9,6 %.